# كأس الاتحاد الإنجليزي 1996–97
كأس الاتحاد الإنجليزي 1996–97 (بالإنجليزية: 1996–97 FA Cup)‏ هو الموسم 116 من  كأس الاتحاد الإنجليزي. الذي يشرف على تنظيمه الاتحاد الإنجليزي لكرة القدم، وفاز فيه تشيلسي.